# Tiens bon la barre, matelot
Pour plus de détails, voir Fiche technique et Distribution.
Tiens bon la barre, matelot (Don't Give Up the Ship) est un film américain réalisé par Norman Taurog, sorti en 1959.

## Fiche technique
- Titre original : Don't Give Up the Ship
- Titre français : Tiens bon la barre, matelot
- Réalisation : Norman Taurog
- Scénario : Herbert Baker, Ellis Kadison, Edmund Beloin et Henry Garson
- Musique : Walter Scharf
- Pays d'origine : États-Unis
- Format : Noir et blanc - 1,85:1 - Mono
- Genre : comédie
- Date de sortie : 1959
- Affiche : Boris Grinsson (France)

## Distribution
- Jerry Lewis : John Paul Steckler I / John Paul Steckler IV / John Paul Steckler VII
- Dina Merrill :  Rita J. Benson
- Diana Spencer : Prudence Trabert Steckler
- Mickey Shaughnessy : Stan Wychinski
- Robert Middleton : Philo Tecumseh Bludde
- Gale Gordon : Mandeville
- Mabel Albertson : Mme Trabert
- Claude Akins : Farber
- Hugh Sanders : Rogers
- Mary Treen (non créditée) : Mère à la noce